# Phyllocladus grandipennis
Phyllocladus grandipennis es una especie de coleóptero de la familia Pyrochroidae.

## Distribución geográfica
Habita en China.